# 今川泰宏
今川泰宏（1961年7月24日—）是日本動畫導演、電影導演、演出家、編劇、廣播節目企畫。大阪府出身。

## 來歷

### 1990年代以前
小時候是個喜歡看『鐵人28号』和『ガロ雜誌』的少年。國中時，卻因為認為動畫都是一成不變而遠離、但之後成為電影『洛基恐怖秀』的粉絲並且將該作的「既然作不了夢、就成為夢吧」的台詞當作自己的座右銘。
進入當地的明星高中後、被動畫『小鲸鱼』所感動而決定成為動畫家、高中畢業後，前往東京。進入龍之子Production新人動畫家養成機構‧龍之子動畫研究所接受實習。但在看見身旁飯田史雄的作畫後，發現自己不適合擔任動畫家。於是在研修的第一天就決定要成為演出家、並且向偶遇的動畫演出家笹川ひろし直接提及這件事、而加入他的事務所。之後、在笹川負責演出的手塚治虫的特別動畫『ブレーメン4 地獄の中の天使たち』（1981年）中，以演出補助的身分出道。同年也擔任『ヤットデタマン』的演出。然後在『ヤットデタマン』中，還有以他為原型的「家具店的獨生子今川君」的角色出場。
1982年動畫『戰鬥裝甲』之後，成為自由身分。而讓他展露頭角的是『聖戰士DUNBINE』（1983年）、劇中後半的37話「ハイパー・ジェリル」中、主角們搭乘的巨大機器人因為駕駛的能量失控而更加巨大化的表現，因此成為動畫雜誌的話題、這個構想的發起人正是擔任這回的分鏡與演出的今川。
以後、就在日昇動畫富野由悠季的導演作品『重戰機』『機動戰士ZGUNDAM』兩部機器人動畫中擔任分鏡和演出、但在『機動戰士ΖGUNDAM』中途就離開。
其理由為「因為一直以來只專注於機器人動畫，所以想要讓自己的領域更加寬廣」、並因此參加由STUDIO DEEN製作的藤子不二雄動畫『高爾夫頑童猿丸』的製作。1985年到1987年都負責分鏡和演出、這段時間內，也讓他的表現得到從『聖戰士DUNBINE』以來的注目。
『高爾夫頑童猿丸』結束後，回到日昇動畫並且擔任1987年的料理動畫『妙手小廚師』的導演、並成為他的導演出道作。他在『妙手小廚師』中，不斷地讓試吃的評審員會因為太過好吃而巨大化或是從眼睛發射光線而有許多豪爽的奇特表現。結果因此大受好評而讓原本預期的半年動畫跟著延長、並成為兩年的系列動畫。同作也得到第6屆日本動畫大賞原子獎。

### 1990年代〜2000年代以前
1992年開始負責將自己所喜歡横山光輝的SF作品加以動畫化。
製作時間足足花了六年，才完成『鐵甲人－地球靜止之日』（1992年～1998年）。還構想了有關『鐵甲人』的數個充滿個性的特殊能力。
1994年擔任作為GUNDAM系列中第一個宇宙世紀以外的作品『機動武鬥傳GGUNDAM』的總導演。本作和以往的「GUNDAM」印象有所差異。這也是為了之前『機動戰士VGUNDAM』因為商品銷售不好而因此改變風格、在這之前都擔任GUNDAM作品導演富野，向日昇動畫的高層說出「如果要重振GUNDAM的話就要像摔角那樣」而推薦今川。這樣的理由雖然最初受到他人批評、但也因為今川表現了與以往一樣的豪爽和奇特的演出方式而受到好評並且成為人氣作品。
1998年雖然一度被告知擔任『真蓋特機器人 世界最後之日』的導演、但在『Newtype (雜誌)』1998年8月号中傳聞被中途換掉、實際上是其名字未記載在本篇中。因此本作是否為今川負責，到現在依然不明。（觀眾可仔細比較「真蓋特世界最後之日」前三話與「機械巨神地球靜止之日」首話的分鏡與敘事風格，頗堪玩味）
在TSUTAYA等零售店和量販店中的搜索資料，卻將今川的名字擺在首位，『真無敵鐵金剛 衝擊！Z篇』的機械設計野中剛也對第一話的內容說出「不論是蓋特機器人G或黑牛機、只要是今川導演親手負責的作品都能立刻大量生產」。

### 2000年代以後
作為以機器人動畫為主的導演，卻親自負責過愛情喜劇作品『七小花』（2002年）的導演。在以男性角色為主的今川作品中、這次卻是初次改成以女性角色作品為準、也以水樹奈奈為首、而多採用剛出道的年輕女性配音員。之後，這些人也大多成為一線配音員。同時今川作品的常客配音員們，也跟著一起演出。
接著開始製作『鐵人28号 (2004年版動畫版)』（2004年）、本作中將自己的想法全都表現出來、是個充滿衝擊性表現並且表現相當奇特的作品。不過在『鐵人28号』企画階段時、對於King Records的大月俊倫製作人所提出的預算及動畫張數、直接表明如果要作出他想要的內容，四百張還不夠、只有二十六話也不夠製作而想過要辭去導演的工作並且在大學教書時加以講出來。結果還是照他們要求成為導演的今川向橫山說出「很想要作出像原作一樣的鐵人呀（鐵人被融爐融解的結局）」並且加以實現。但就算是擔任導演，製作方針也必須有部分的修正。例如「假裝向村雨一家亮出手槍加以威脅、實際上是用香蕉為之」的場景、就是因為電視台的意見所致。
『鐵人28号』以後、以編劇的身分參加PALM COMPANY製作的動畫。使他擔任編劇而活躍的機會大幅增加、而在這些作品中，作為他的作品的常客配音員們也都有參與演出。2007年時，擔任『鐵人28号』劇場版『鐵人28号 白昼的殘月』的導演。本作品也是今川初次導演的電影作品。製作人曰「（今川）初次的電影作品、相當有張力」。雖然在『機動戰士Ζ鋼彈』的劇場版中、作為原來的演出人員而被放在工作人員名單上、但該作作為劇場出道作，也不能說毫無意義。
『真無敵鐵金剛 衝擊！Z篇』則是他回歸萬代映像後的久違作品。也是自『鐵人28号』五年以來，再次擔任機器人動畫電視版系列的導演。不限於原作的角色、也多採用永井豪作品的其他角色、還使用像鐵甲人一樣的明星系統。之後、也讓櫻多吾作作品中的一部分的人物登場、引用的幅度相當寬廣。

## 作風・傾向
在他的機器人動畫中、主要都是以主角被家族（主要是父親）所創作的兵器或發明影響其命運來作為故事主軸。
另外也有勇於面對巨大機器人的超人對手登場也是他作品的特徵，並且這些人時常能夠空手打倒機器人。隨著場面的不同還會有所變化、讓在故事的情節中（例如因為力量強大而被迫封印、發現敵人的策略、為了守護根據地而不能出擊等）主角的機器人無法完全出擊、而將直到出擊前的故事被分割成一段時間。但在超人們登場的場景中、反過來更為活躍。
與這個有所關連的、也會經常使用「罪與罰」的名稱。特別是GGUNDAM的劇中BGM標題、鐵人28号的最終話標題、鐵甲人事件6的副標題、也都會加以直接使用。
在不以原作為基礎而由自己改編構成的劇本中、像是『鐵人28号』的敷島博士、『鐵甲人』的吳學人等科學家和學者角色的長台詞裡、會經常使用「就是如此!」來強調後文的文句或是「確實如此」「難道」「怎麼會」等慎重的台詞。
由於字己是《星艦奇航記》的粉絲，所以多採用配過《星艦奇航記》的日語版配音員。在今川作品中演出的配音員、之後大部分也會演出和他有關的作品中登場、就連不是他導演或負責劇本的作品中也會有這些常客演出。
也會親手負責漫畫劇本、代表作有『鐵甲人』（複数作）、『七小花』等。

## 人物
- 由於出身大阪、特別愛講關西腔。
- 是资深香港通和功夫片爱好者、除了将『机动武斗传G高达』的舞台定为新香港并植入大量邵氏武侠和新派武侠片元素之外，还为日本德间书店出版的古龙小说日译本撰写过序言[21]。
- 是名熱情的『星艦奇航記』的戲迷、在Hobby雜誌『B-CLUB』中，從1994年就開始連載「知ったかぶりのスタートレック」的專欄[21]。因為喜歡『星艦奇航記：銀河飛龍』的配角阿蓮比少尉、所以讓她的名字出現在自己的導演作『機動武鬥傳GGUNDAM』的女角色之中[22]。另外本人也是橫山光輝的支持者、所以多能在他的作品看到他向原作致敬的要素。
- 擁有能模仿配音員秋元羊介聲音的技能、所以在『GGUNDAM』主角多蒙·卡修的角色歌裡，當多蒙與東方不敗亞洲天王一起出聲時，就負責擔任東方不敗的聲音。
- 擁有「原作粉碎機」的稱號。在OVA『鐵甲人－地球靜止之日』中、由於讓女主角銀鈴的死法相當悽慘、被海外觀眾質疑「導演是不是同性戀呀」。這樣的意見也被工作人員拿來開玩笑地說著「原來如此呀」、但他本人則是說「因為我不擅長畫可愛的女孩子啦」「所以就讓她在故事中壯烈的死去」[23]。
- 和川瀨敏文一起被谷口悟朗認作師父。
- 麥人在自己網站上的日記寫說「老是和今川先生一起去喝酒呀」。

## 作品
- ブレーメン4 地獄の中の天使たち（1981年）：演出補助
- ヤットデタマン（1981年）：演出 ※包括第43話、第47話。與水瓶わたる一起擔任演出工作
- 心跳今夜（1982年）：分鏡
- 太陽之牙（1982年）：剪接
- 聖戰士DUNBINE（1983年）：演出・剪接
- 重戰機（1984年）：演出・剪接
- 機動戰士ZGUNDAM（1985年）：演出・剪接・片頭動畫分鏡
- 高爾夫頑童猿丸（1985年到1987年）：分鏡・演出
- 妙手小廚師（1987年到1989年）：導演
- 機動武鬥傳GGUNDAM (1994年)：總導演
- 鐵甲人－地球靜止之日（1992年到1998年）：總導演・劇本
- 魔法提琴手（1996年）：系列構成・劇本
- 烙印勇士（1997年）：系列概念監督
- 神行太保（1997年）：系列構成・劇本
- 聖少女艦隊バージンフリート（1998年）：原作・構成・劇本
- 真蓋特機器人 世界最後之日（1998年）：導演（1~3話？）（最初期的告知中雖然有出現名字、但在本篇中則沒出現）
- でたとこプリンセス（1998年）：第3話原画
- 恐怖寵物店（1999年）：系列構成・劇本
- 七小花（2002年）：原作・系列構成・導演
- 守護妖精ミシェル（2003年）：劇本
- 鐵人28號(2004年版動畫版)（第4作）（2004年）：導演・系列構成・劇本
- 蒼天之拳（2006年）：系列構成・劇本
- 王牌酒保（2006年）：系列構成・劇本
- 鐵人28號 白晝的殘月（2007年）：導演・劇本・分鏡
- 破天荒遊戲（2008年）：系列構成・劇本
- 真無敵鐵金剛 衝擊！Z篇（2009年）：導演・劇本
- 拘束乙女の聖歌隊（2011年）：原作
- 義風堂堂！！兼續和慶次（2013年）：系列構成・劇本